# Max Ammermann
Max Ammermann (5 de novembre de 1878 – ?) va ser un remer alemany que va competir cavall del segle xix i el segle xx. El 1900 va prendre part en els Jocs Olímpics de París, on guanyà una medalla de bronze en la prova de quatre amb timoner, com a timoner de l'equip Favorite Hammonia. Amb tot, a la base de dades del COI sols es recull la participació de Gustav Moths, que sols va disputar la semifinal.